# Lilophaea
Lilophaea is een geslacht van kevers uit de familie bladkevers (Chrysomelidae).
De wetenschappelijke naam van het geslacht werd in 1958 gepubliceerd door Bechyne.

## Soorten
- Lilophaea auspicialis Bechyne, 1997
- Lilophaea cartayai Bechyne, 1997